# NGC 4102

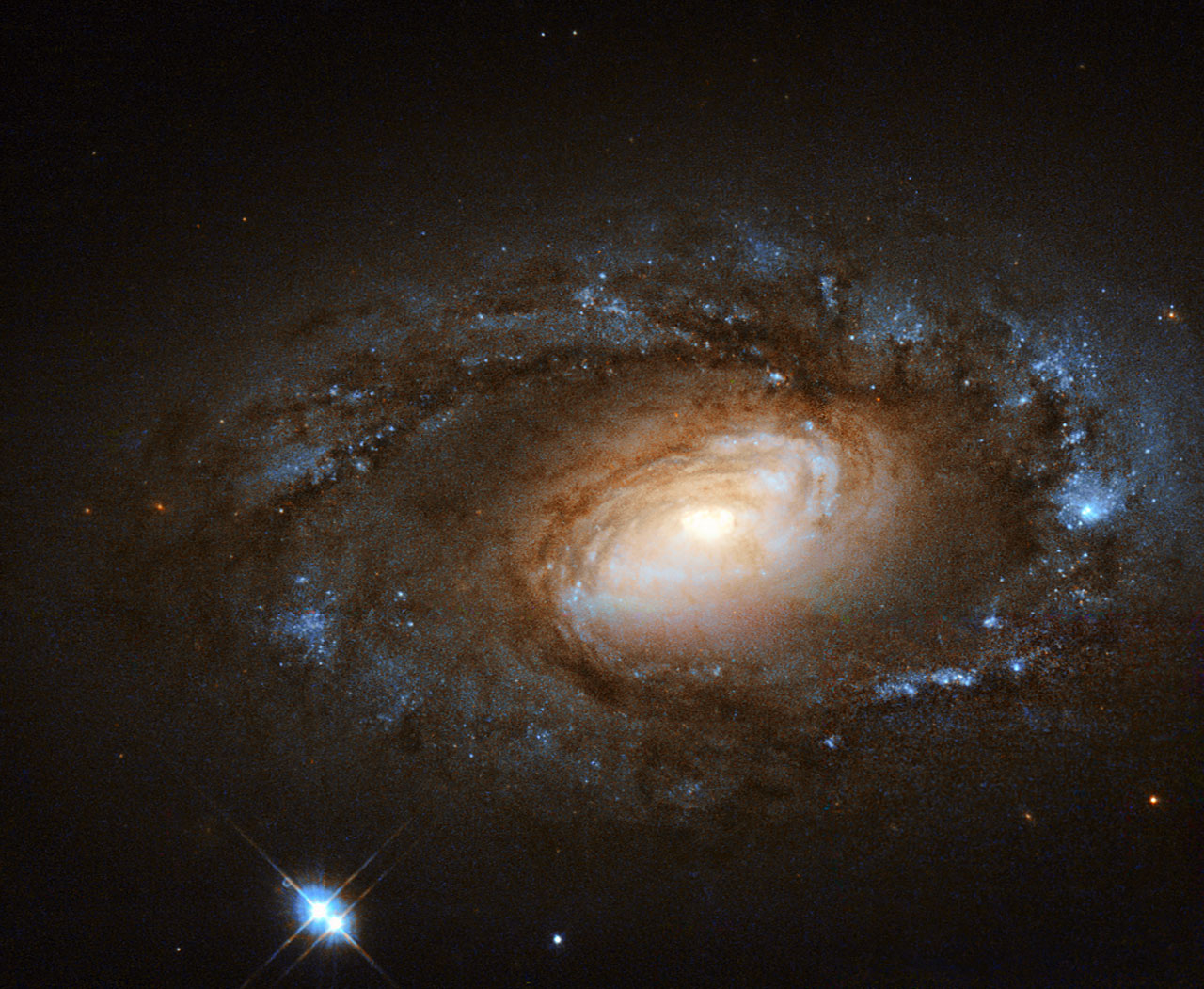
NGC 4102 par le télescope spatial Hubble.

NGC 4102 est une galaxie spirale intermédiaire située dans la constellation de la Grande Ourse. NGC 4102 a été découverte par l'astronome germano-britannique William Herschel en 1789.

## Caractéristiques
La classe de luminosité de NGC 4102 est II et elle présente une large raie HI. Elle renferme également des régions d'hydrogène ionisé. NGC 4102 est aussi une galaxie LINER, c'est-à-dire une galaxie dont le noyau présente un spectre d'émission caractérisé par de larges raies d'atomes,. On observe également dans cette galaxie des régions à sursauts de formation d'étoiles.

### Distance
Sa vitesse par rapport au fond diffus cosmologique est de 1 027 ± 13 km/s, ce qui correspond à une distance de Hubble de 15,15 ± 1,08 Mpc (∼49,4 millions d'al).
À ce jour, deux douzaines de mesures non basées sur le décalage vers le rouge (redshift) donnent une distance de 19,521 ± 3,740 Mpc (∼63,7 millions d'al), ce qui est à l'intérieur des valeurs de la distance de Hubble. Puisque cette galaxie est relativement rapprochée du Groupe local, cette distance est peut-être plus près de sa distance réelle que la distance de Hubble. Notons que c'est avec la valeur moyenne des mesures indépendantes, lorsqu'elles existent, que la base de données NASA/IPAC calcule le diamètre d'une galaxie.

### Luminosité dans l'infrarouge
La luminosité de la galaxie NGC 4102 dans l'infrarouge lointain (de 40 à 400 µm)  est égale à 2,95 × 1010 {\displaystyle L_{\odot }} (1010,47{\displaystyle L_{\odot }}) et sa luminosité totale dans l'infrarouge (de 8 à 1 000 µm) est de 4,07 × 1010 {\displaystyle L_{\odot }} (1010,61{\displaystyle L_{\odot }}).

## Un disque entourant le noyau
Grâce aux observations du télescope spatial Hubble, on a détecté un disque de formation d'étoiles autour du noyau de NGC 4102. La taille de son demi-grand axe est égale à 140 pc (~460 années-lumière).

## Supernova
La supernova SN 1975E a été découverte dans NGC 4102 le 7 mai 1975 par Mr. J. R. Dunlap de l'observatoire Corralitos (en) de l'université Northwestern. Le type de cette supernova n'a pas été déterminé.

## Groupe de M109 et de M101
NGC 4102 fait partie d'un vaste groupe de galaxies qui compte au moins 41 membres, le groupe de M109 (NGC 3992). On retrouve parmi ses membres les galaxies NGC 3726, NGC 3782, NGC 3870, NGC 3877, NGC 3893, NGC 3896, NGC 3917, NGC 3922, PGC 37217 (identifié faussement à NGC 3924), NGC 3928, NGC 3931, NGC 3949, NGC 3985, NGC 3953, M109 (NGC 3992), NGC 4010, NGC 4026, NGC 4085, NGC 4088, NGC 4100, NGC 4142, NGC 4157, NGC 4217 et NGC 4220.
D'autre part, dans un article publié en 1998, Abraham Mahtessian NGC 4102 fait aussi partie d'un groupe plus vaste qui compte plus de 80 galaxies, le groupe de M101. Plusieurs galaxies de la liste de Mahtessian se retrouvent également dans d'autres groupes décrits par A.M. Garcia, soit le groupe de NGC 3631, le groupe de NGC 3898, le groupe de M109 (NGC 3992), le groupe de NGC 4051, le groupe de M106 (NGC 4258) et le groupe de NGC 5457.
Plusieurs galaxies des six groupes de Garcia ne figurent pas dans la liste du groupe de M101 de Mahtessian. Il y a plus de 120 galaxies différentes dans les listes des deux auteurs. Puisque la frontière entre un amas galactique et un groupe de galaxies n'est pas clairement définie (on parle de 100 galaxies et moins pour un groupe), on pourrait qualifier le groupe de M101 d'amas galactique contenant plusieurs groupes de galaxies.

## Amas de la grande Ourse et superamas de la Vierge
Les groupes de M101 et de M109 font partie de l'amas de la Grande Ourse, l'un des amas galactiques du superamas de la Vierge.